# Philip Jenkins
Philip Jenkins (* 3. April 1952 in Port Talbot, Wales) ist ein britischer Historiker und Professor an der Baylor University, die den Baptisten nahesteht. Er ist vom Katholiken zum Anglikaner konvertiert.

## Leben
Philip Jenkins studierte am Clare College der University of Cambridge. 1978 erlangte er bei John H. Plumb den akademischen Grad Ph.D. in Geschichte. Bis 1980 arbeitete er dort beim Pionier der Kriminologie Leon Radzinowicz. Von 1980 bis 2011 lehrte er Kriminalrecht und -geschichte (Criminal Justice) an der Pennsylvania State University, seit 1993 parallel an der Baylor University und leitet dort das Institute for Studies of Religion zusammen mit Rodney Stark. Zu seinen Forschungsinteressen zählen die walisische Geschichte, die Geschichte der Vereinigten Staaten mit den Schwerpunkten Verbrechen und Religion sowie Kalter Krieg.
Besonders bekannt machte ihn seine Analyse der globalen Lage der Religion und der Religionsgeschichte. So wies er auf die tausendjährige Epoche hin, als der Schwerpunkt des Christentums noch in Vorderasien und Nordafrika lag. Erst danach wanderte er nach Europa und in die USA.

## Zukunft des Christentums
Im Buch „The Next Christendom – The Coming of Global Christianity“ (2002, 3. erw. Auflage 2011) prognostiziert er eine „neue christliche Revolution“ sowie die Wiederkehr harter Religionskriege. Das Christentum werde konservativer, charismatischer und fundamentalistischer: „Die Konfessionen, die sich im Süden der Welt durchsetzen – radikale protestantische Sekten, evangelikale oder Pfingstkirchen oder orthodoxe Formen des römischen Katholizismus – sind stramm traditionell oder sogar reaktionär.“ Der katholische Glaube, der sich in Afrika und Asien rasch verbreite, werde dort wieder traditioneller, im Gegensatz zu Europa und den USA: mit Respekt vor der Macht der Bischöfe und Priester sowie den alten Gottesdienstformen.
Am meisten wachse die noch junge Pfingstbewegung mit bereits über 400 Mio. Gläubigen an. Pfingstgemeinden vertrauen auf die Wirkung des Heiligen Geistes, auf Wunderheilungen und Erweckungserlebnisse. Die Bibel wird wörtlich ausgelegt. In Afrika kommt die Furcht vor Hexen und Dämonen hinzu, die oft zu Tötungen führt. Auch der Islam wachse stark, doch bleibe bis mindestens 2050 das Christentum die größte Weltreligion. Dazu würden koreanische Methodisten, Megachurches, brasilianische Gottesreich-Anhänger beitragen, Beispiele für eine dynamische „Erneuerung der europäischen Christenheit, die fast ausnahmslos außerhalb des traditionell-institutionellen Modells von Pfarrgemeinde, Klerus und Bistum anzutreffen ist“ (2008).
Ansatzpunkte sind oft: „Krankheit, Ausbeutung, Umweltgifte, Alkohol- und Drogenkonsum, Gewalt: Jede dieser Erfahrungen scheint ein Hinweis darauf zu sein, dass man sich im Griff dämonischer Kräfte befindet und nur eine göttliche Intervention die Rettung bringen kann.“ Tatsächlich verband Jesus die Verkündung des Evangeliums oft mit Krankheitsheilungen:  „Die Christen im Süden lesen das Neue Testament und nehmen es sehr ernst; sie sehen darin die Macht Jesu, die sich ihnen in seinen Auseinandersetzungen mit bösen Geistern darstellt, besonders mit solchen, die Krankheiten und Wahnvorstellungen verursachen.“

## Schriften
- The making of a ruling class. The Glamorgan gentry, 1640–1790. Cambridge University Press, Cambridge 1983, ISBN 0-521-25003-X.
- A History of Modern Wales 1536–1990. Longman, Harlow 1992, ISBN 0-582-48925-3; 2. Aufl. 1997; 3. Aufl.: Routledge, London und New York 2014.
- Pedophiles and Priests: Anatomy of a Contemporary Crisis, Oxford UP, 1996.
- A History of the United States. St. Martin’s Press, New York 1997, ISBN 0-312-16361-4.
- Moral Panic: Changing Concepts of the Child Molester in Modern America. Yale University Press, New Haven 1998, ISBN 0-300-07387-9.
- The Cold War at Home: The Red Scare in Pennsylvania 1945–1960. University of North Carolina Press, Chapel Hill 1999, ISBN 0-8078-4781-X.
- Hidden Gospels: How the Search for Jesus Lost Its Way. Oxford University Press, Oxford 2002, ISBN 0-19-513509-1.
- The Next Christendom: The Coming of Global Christianity. Oxford University Press, Oxford 2002, ISBN 0-19-516891-7.
  - Die Zukunft des Christentums. Eine Analyse der weltweiten Entwicklung im 21. Jahrhundert, Brunnen 2006.
- The New Anti-Catholicism. The Last Acceptable Prejudice. Oxford University Press, Oxford 2003, ISBN 0-19-515480-0.
- God's Continent: Christianity, Islam, and Europe's Religious Crisis, Oxford UP, 2007.
  - Gottes Kontinent? Über die religiöse Krise Europas und die Zukunft von Islam und Christentum, Herder 2008, ISBN 978-3-451-29828-8.
- The Lost History of Christianity: The Thousand-Year Golden Age of the Church in the Middle East, Africa, and Asia - and How It Died. HarperOne, San Francisco 2008.
  - Das goldene Zeitalter des Christentums. Die vergessene Geschichte der größten Weltreligion, Dörfler 2010, ISBN 978-3-95666-407-6.
- Jesus Wars. How Four Patriarchs, Three Queens, and Two Emperors Decided What Christians Would Believe for the Next 1,500 Years. Harper One, New York 2010, ISBN 978-0-06-176894-1.
- The Next Christendom: The Coming of Global Christianity (Future of Christianity Trilogy), Oxford UP 2011, ISBN 978-0-19-976746-5.
- Rethinking a Nation: The United States in the 21st Century, Red Globe Press 2019, ISBN 978-1-352-00633-9.
- Fertility and Faith: The Demographic Revolution and the Transformation of World Religions, Baylor UP 2019, ISBN 978-1-4813-1131-1
- Climate, Catastrophe, and Faith: How Changes in Climate Drive Religious Upheaval, 2021, ISBN 978-0-19-750621-9.
- A Global History of the Cold War, 1945-1991, Palgrave Macmillan 2021, ISBN 978-3-030-81365-9.

## Einzelbelege
1. ↑  Die Debattenrundschau vom 16.01.2017 - Perlentaucher. Abgerufen am 23. Juli 2022.
2. ↑  Deutsche Welle: Der schwierige Kampf gegen Hexenwahn | DW | 10.08.2020. Abgerufen am 25. Juli 2022.
3. ↑  Die gesellschaftliche Rolle der christlichen Kirchen in Südkorea / Korea Forum 1/1999. Abgerufen am 26. Juli 2022.
4. ↑  Philip Jenkins: Gottes Kontinent?. Über die religiöse Krise Europas und die Zukunft von Islam und Christentum. - Perlentaucher. Abgerufen am 25. Juli 2022.
5. ↑  Malte Lehming: Das Christentum steht vor einer Revolution. In: Der Tagesspiegel Online. 15. Januar 2017, ISSN 1865-2263 (tagesspiegel.de [abgerufen am 23. Juli 2022]).

| Personendaten    | Personendaten         |
| ---------------- | --------------------- |
| NAME             | Jenkins, Philip       |
| KURZBESCHREIBUNG | britischer Historiker |
| GEBURTSDATUM     | 3. April 1952         |
| GEBURTSORT       | Port Talbot, Wales    |